# Florencja
Florencja (wł. Firenze, MAF: [fiˈrɛnʦe]) – miasto w środkowych Włoszech, nad Arno, u stóp Apeninów, stolica Toskanii i prowincji Florencja, stolica Włoch w latach 1865–1871. W 2022 roku liczyła 362 tys. mieszkańców.

## Historia
Założone przez Etrusków jako Faesulae, zburzone przez Sullę w 82 p.n.e. Następnie odbudowane przez Juliusza Cezara w 59 p.n.e. jako kolonia dla byłych żołnierzy i nazwane Florentia. Zabudowa tego okresu została założona na planie obozu wojskowego. Z tego okresu pochodzi zachowany szachownicowy układ ulic. Początkowo, w czasach Cesarstwa rzymskiego, Florencja była ośrodkiem handlu i rzemiosła. W 405 obroniła się przed najazdem Ostrogotów, w 539 uzależniona od Bizancjum, a od 541 od Gotów. W 570 została podbita przez Longobardów, którzy z kolei utracili miasto na rzecz Franków.
W XI wieku odzyskała znaczenie jako ośrodek handlu, przede wszystkim z uwagi na swoje położenie – na drodze z Francji do Rzymu. W 1078 rozpoczęto budowę nowych fortyfikacji.

### Republika Florencka

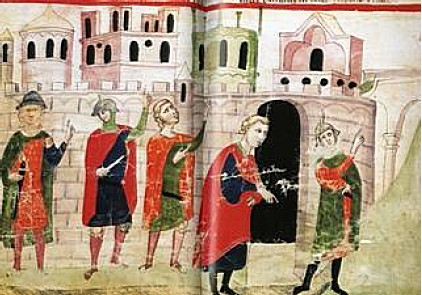
Florencja w XIV w.

Od 1115 miasto uzyskało status niezależnego miasta, od 1167 weszło w skład Ligi Lombardzkiej, a w 1183 Florencja ogłosiła się komuną miejską. Mimo trwających w tym okresie zatargów pomiędzy stronnictwami gwelfów i gibelinów, licznych sporów i wojen, był to trwający wiele stuleci czas rozkwitu i rozwoju miasta. Oprócz handlu w XII wieku rozwinęło się sukiennictwo, a później także jedwabnictwo. W XIII wieku powstały pierwsze domy bankowe. W 1252 rozpoczęto bicie złotych monet – florenów, które szybko stały się główną monetą Europy. W mieście działali Brunetto Latini, Dante Alighieri, Giotto di Bondone i Arnolfo di Cambio. Jednocześnie narastał konflikt pomiędzy bogatymi kupcami i rzemieślnikami, reprezentowanymi przez cechy, a pozbawioną praw ubogą ludnością.

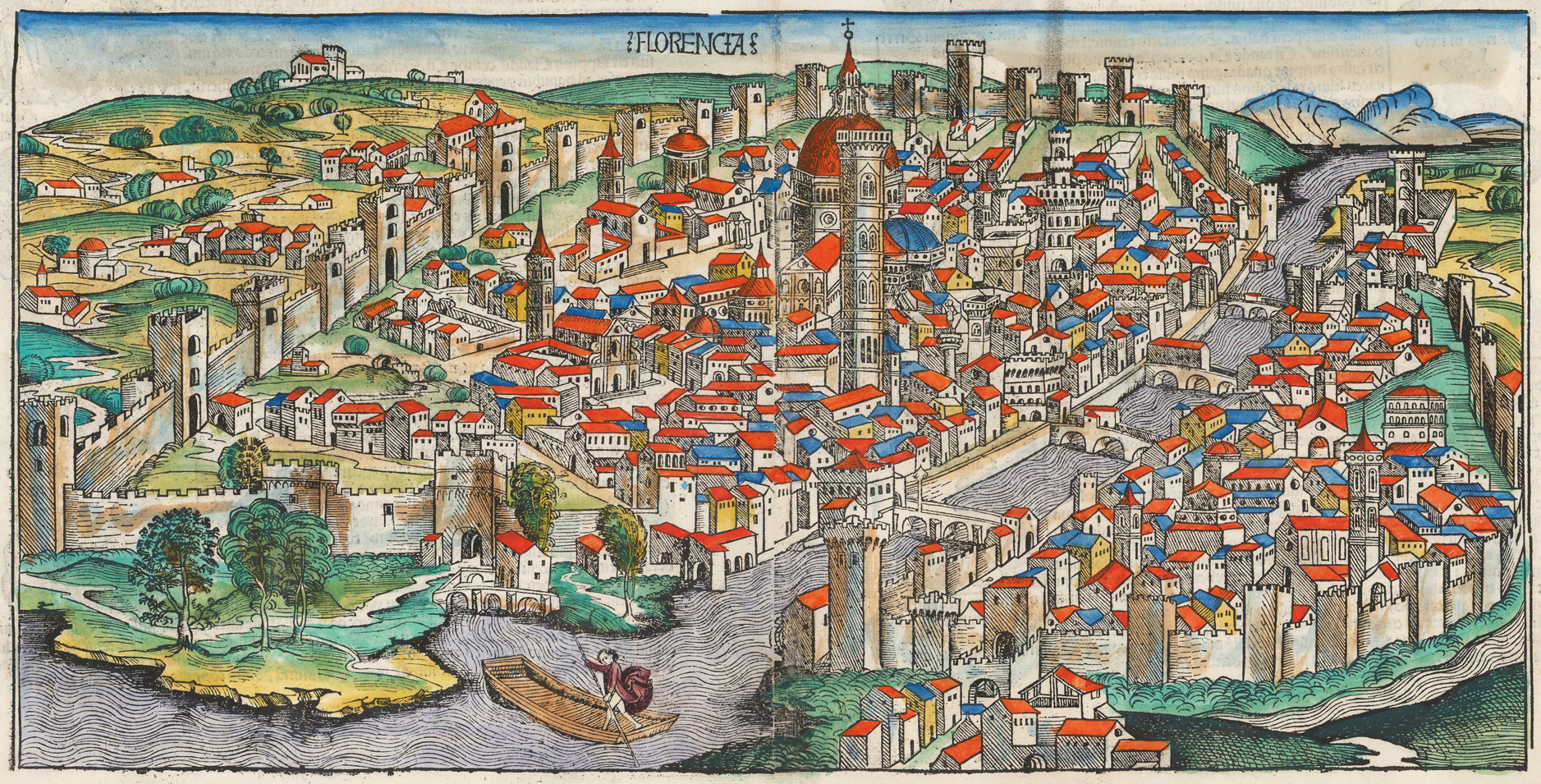
Florencja w XV w.

Na przełomie XIII i XIV wieku było to jedno z największych miast Europy z ponad 100 tysiącami mieszkańców. Zaraza z 1348, która spowodowała dalsze zubożenie społeczeństwa, doprowadziła do wybuchu powstania w 1378, które zmieniło formę sprawowania władzy. Od 1434 miastem począł rządzić ród Medyceuszów, który doprowadził miasto do największej potęgi gospodarczej i kulturalnej (druga połowa XV w.). Pod rządami Wawrzyńca Wspaniałego (Il Magnifico) miasto wzbogaciło się o znaczną liczbę wielkich dzieł sztuki oraz liczne budowle. Po obaleniu Savonaroli w 1498 faktyczną władzę w Republice Florenckiej jako dożywotni gonfalonier przejął Piero Soderini, a jego bliskim współpracownikiem był Niccolò Machiavelli. W 1512, po obaleniu republiki, do władzy powrócili Medyceusze – od 1569 roku jako wielcy książęta Toskanii. Ich rządy trwały do 1737 roku.

### Wielkie Księstwo Toskanii

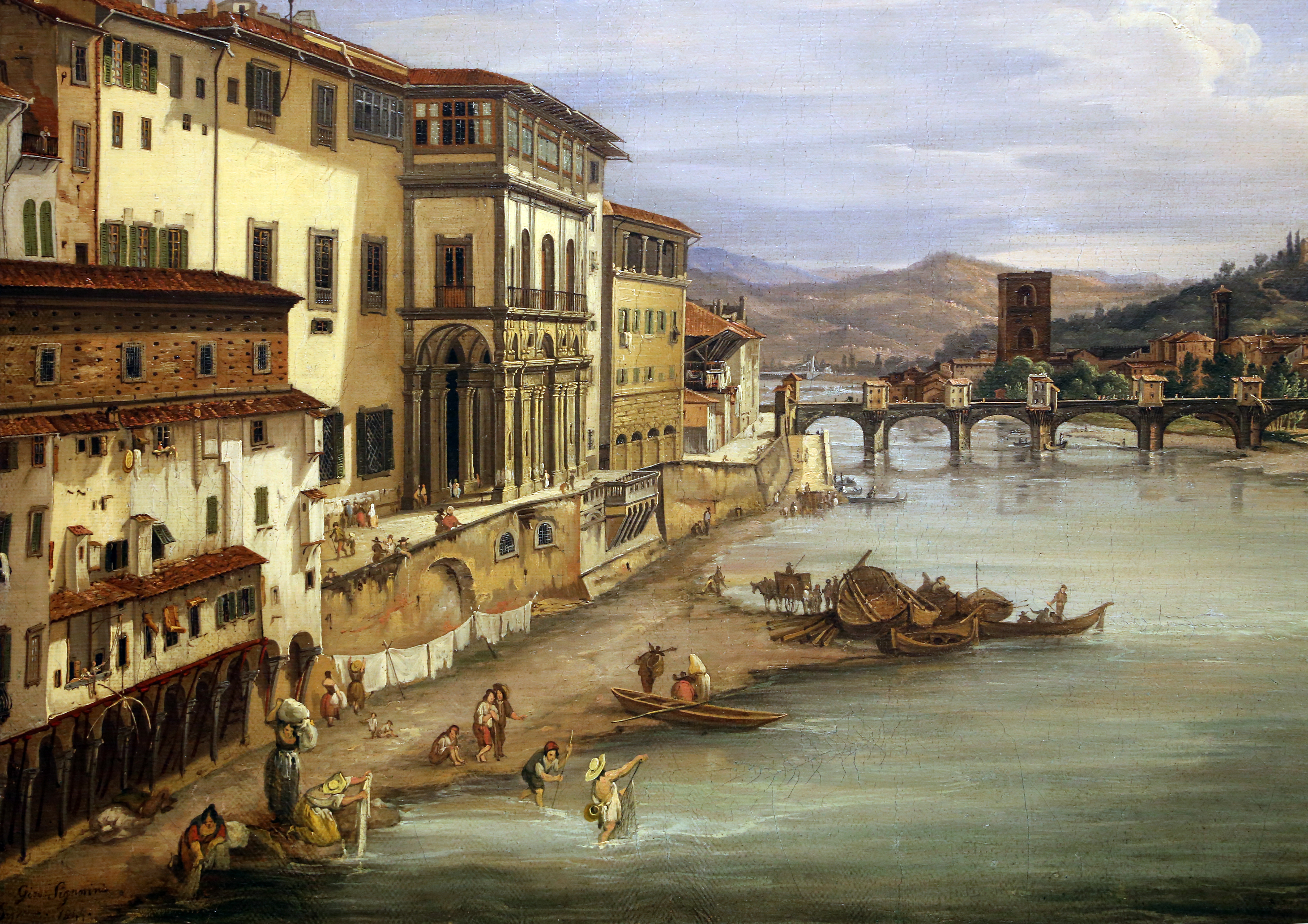
Florencja w poł. XIX w.

Był to okres największego rozkwitu miasta zarówno pod względem gospodarczym, jak i kulturalnym. W tym czasie tworzyli w nim Leonardo da Vinci i Michał Anioł (Michelangelo). Pod koniec XVI wieku powstała tam także grupa kompozytorów, poetów i teoretyków muzyki, zwana Cameratą florencką. Z jej działalnością łączy się też powstanie pierwszej w historii światowej muzyki opery – Dafne Jacopa Periego, wystawionej w pałacu Jacopa Corsiego w karnawale 1598.

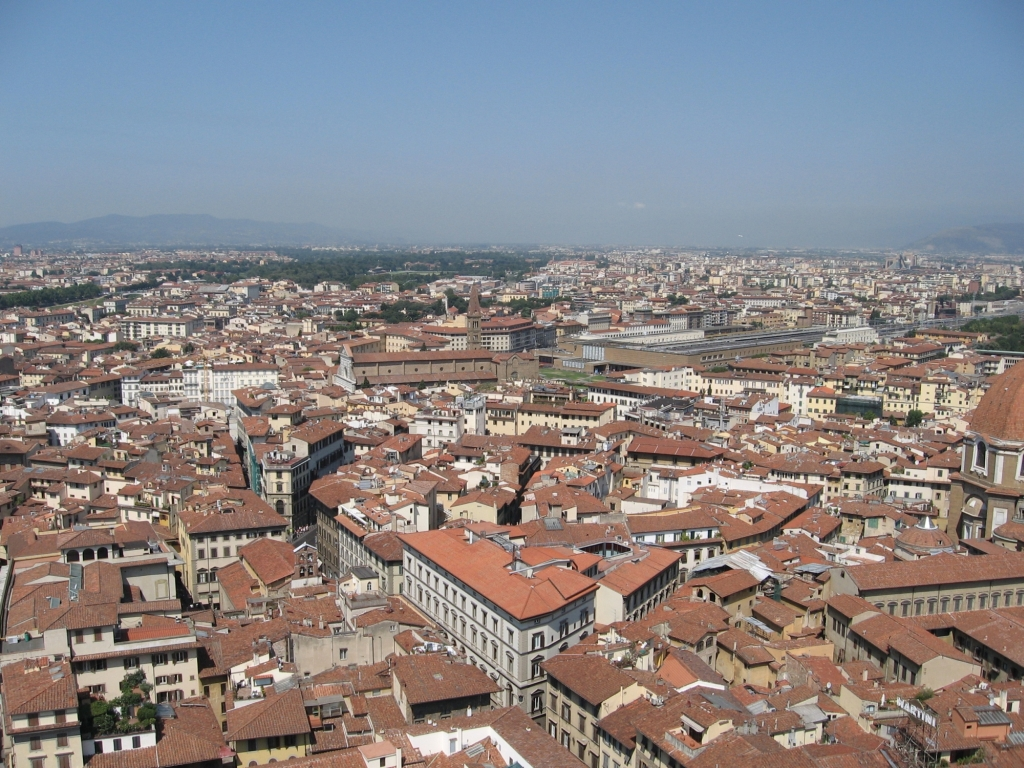
Widok z Dzwonnicy Giotta w stronę dworca kolejowego i SITY

Po wygaśnięciu dynastii Medyceuszy w 1737 roku Toskania wraz z Florencją została podporządkowana bocznej linii austriackich Habsburgów, a stery władzy przejęła rodzina Lorena (wł. Asburgo-Lorena). W latach 1801–1808 Florencja była stolicą Królestwa Etrurii, następnie ponownie znalazła się pod rządami dynastii habsbursko-lotaryńskiej.

### Zjednoczone Włochy
Od 1860 włączona do Królestwa Sardynii, przejściowo była stolicą Zjednoczonych Włoch w latach 1865–1870.
Podczas II wojny światowej Florencję w marcu 1944 objął strajk generalny ogłoszony przez włoski ruch oporu. W lipcu 1944 miasto doznało poważnych zniszczeń od bombardowań i ostrzału artyleryjskiego w trakcie walk toczonych po obu stronach Arno przez oddziały nowozelandzkie 8 Armii brytyjskiej i lokalne grupy ruchu oporu z wojskami niemieckimi i oddziałami włoskich faszystów.
4 listopada 1966 Florencję nawiedziła wielka powódź wskutek wylania Arno, co spowodowało podtopienie i zniszczenie wielu cennych zabytków. M.in. zalany został most Ponte Vecchio; woda uniosła część biżuterii ze sklepów na moście, którą mieszkańcy próbowali potem wyłowić.

## Zabytki i atrakcje turystyczne

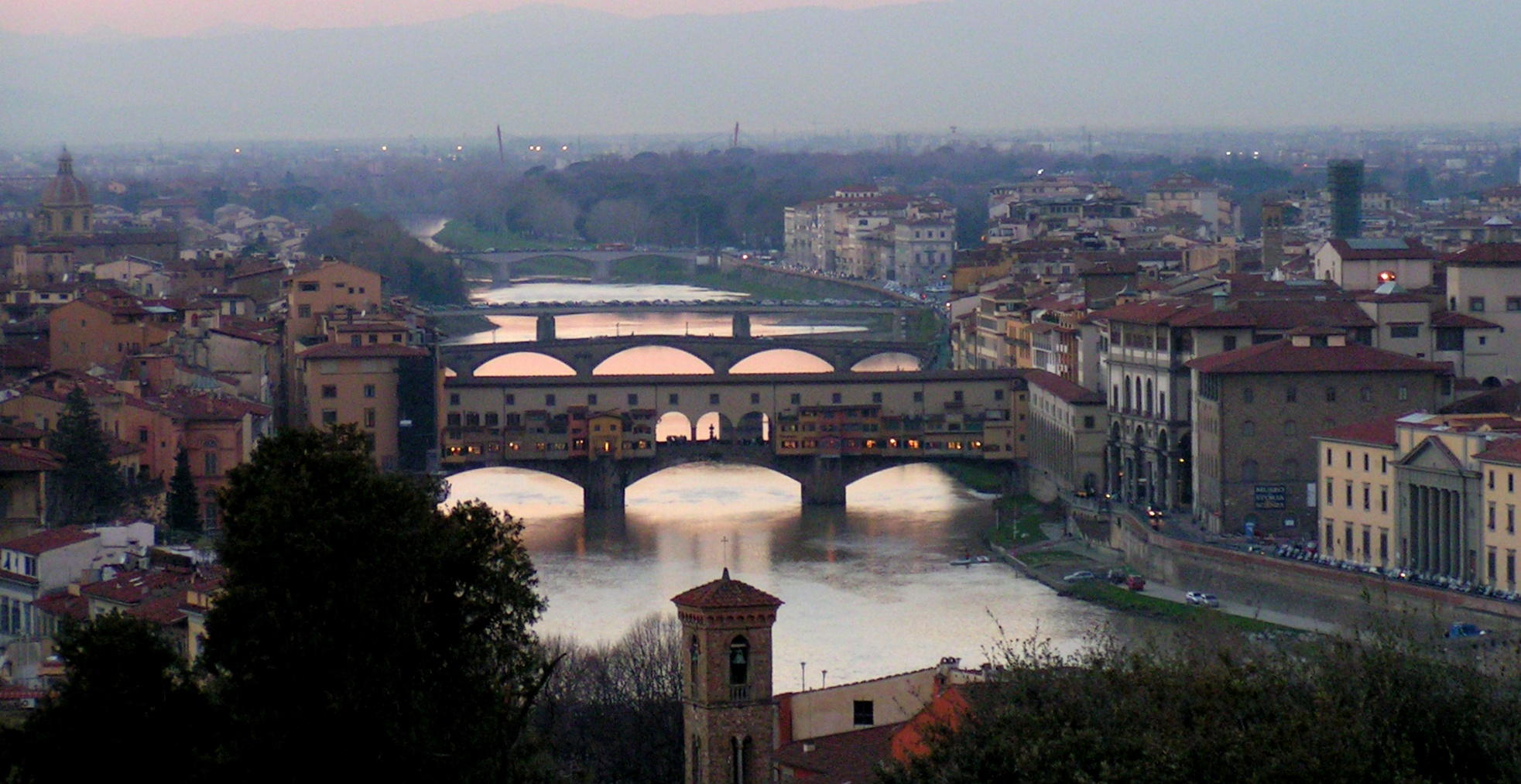
Mosty Florencji

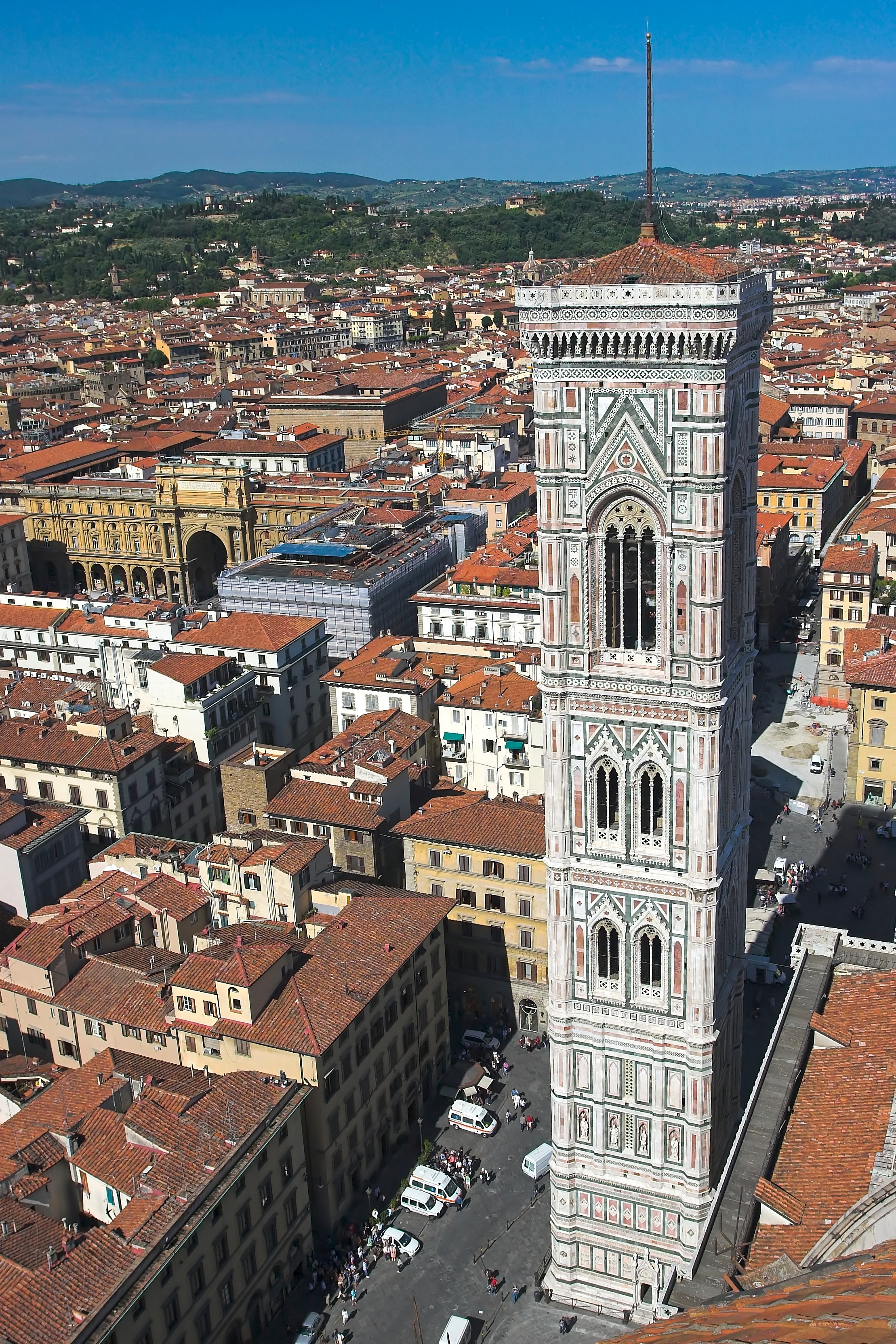
Dzwonnica Giotta

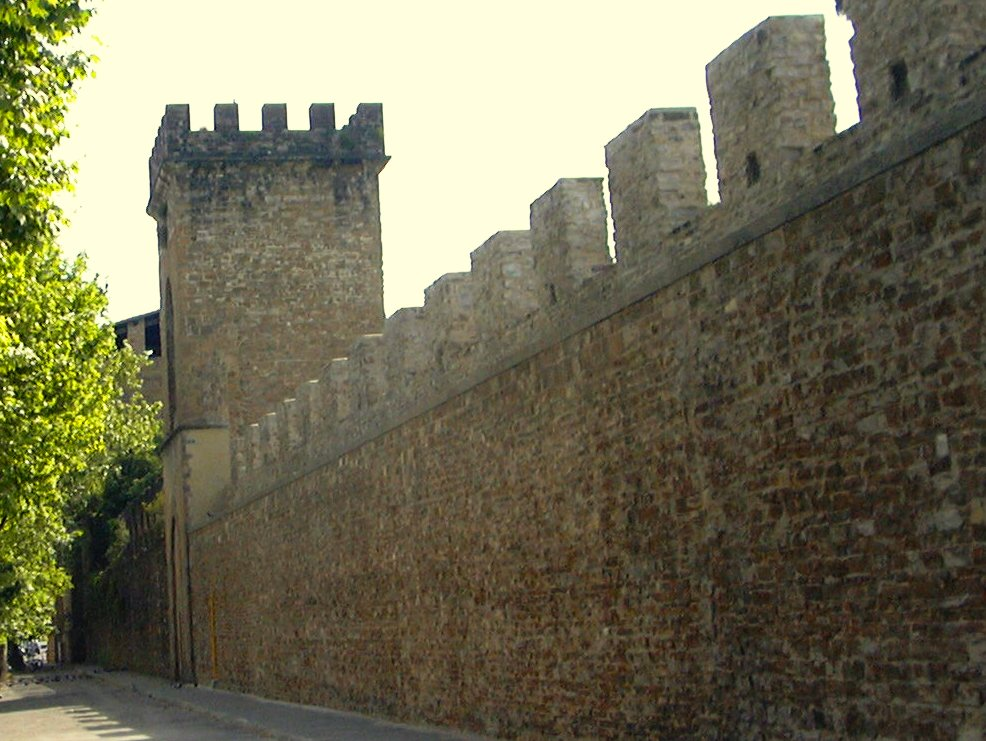
Mury miejskie wokół Florencji

Katedra Santa Maria del Fiore

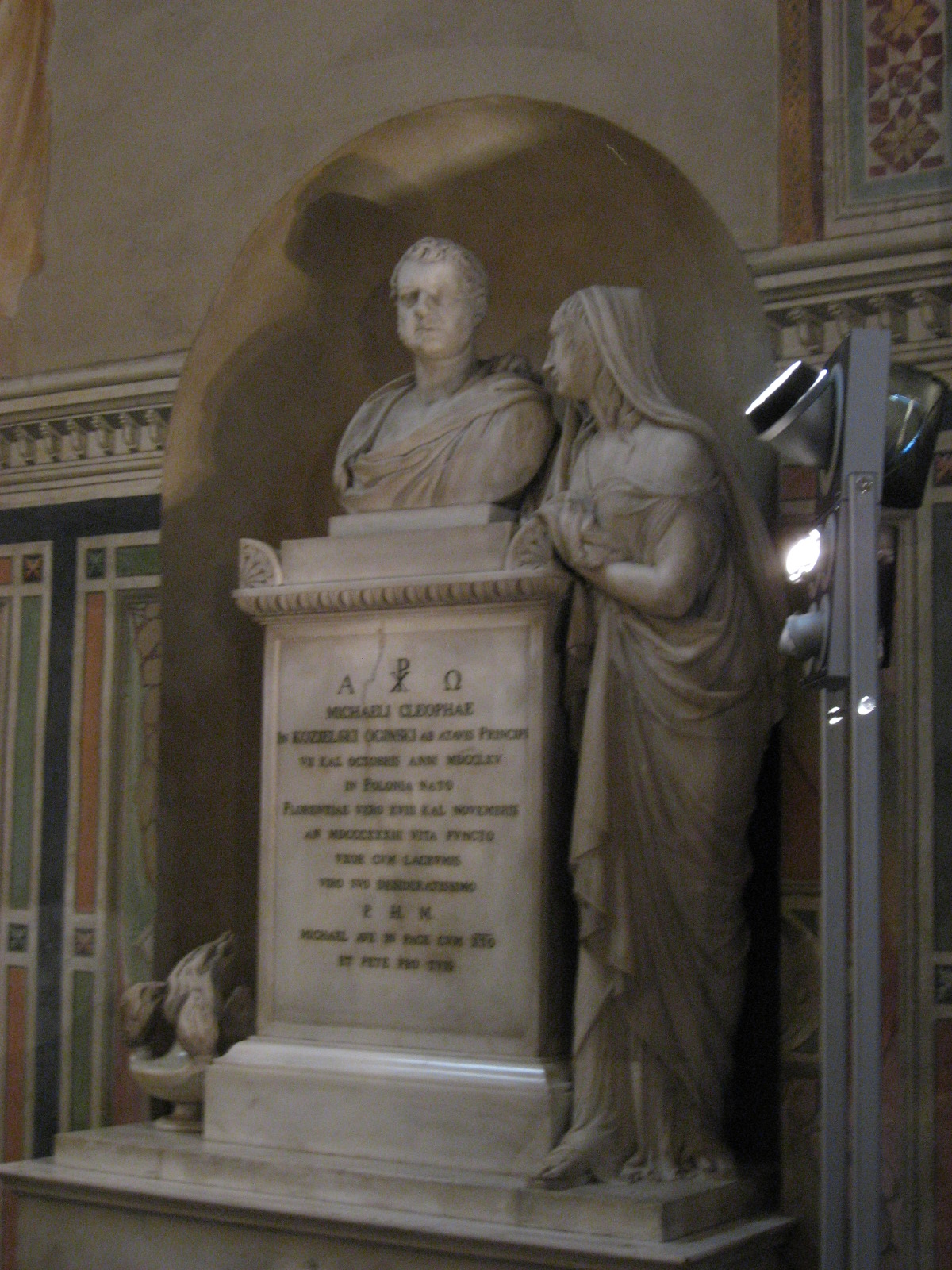
Grób Michała Kleofasa Ogińskiego w bazylice Santa Croce

- Baptysterium Jana Chrzciciela (Battistero di San Giovanni Battista)
  - Drzwi Raju (Porta del Paradiso)
- Biblioteka Laurenziana (Biblioteca Medicea Laurenziana)
- Boboli
- Galeria Akademii (Galleria dell’Accademia)
- Galeria Uffizi (Galleria degli Uffizi)
- Katedra Matki Boskiej Kwietnej (Cattedrale di Santa Maria del Fiore)
  - Dzwonnica Giotta (Campanile di Giotto)
- Katedra Santa Reparata (Chiesa di Santa Reparata)
- Muzeum dell’Opera del Duomo
- Kościół Santa Maria del Carmine (Basilica di Santa Maria del Carmine)
  - Kaplica Brancaccich (Cappella Brancacci)
- Kościół Santa Maria Novella (Basilica di Santa Maria Novella)
- Kościół Świętego Krzyża (Basilica di Santa Croce)
- Kościół Świętego Wawrzyńca (Basilica di San Lorenzo)
  - Kaplica Medyceuszów
- Kościół Santo Spirito (Basilica di Santo Spirito)
- Kościół San Michele in Orto (Orsanmichele)
- Kościół Trójcy Świętej (Basilica di Santa Trinita)
- Kościół San Miniato al Monte
- Kościół Zwiastowania Najświętszej Maryi Panny (Santissima Annunziata)
- Muzeum San Marco (Museo di San Marco)
- Loggia dei Lanzi (Loggia dei Lanzi, Loggia della Signoria)
- Loggia del Mercato Nuovo (Mercato del Porcellino)
- Loggia del Bigallo
- Ogród botaniczny (Giardino dei Semplici)
- Pałac Bargello (Palazzo del Bargello)
- Pałac Davanzati (Palazzo Davanzati)
- Pałac Vecchio (Palazzo Vecchio)
- Pałac Medyceuszy (Palazzo Medici Riccardi)
- Pałac Strozzi (Palazzo Strozzi)
- Pałac Pitti (Palazzo Pitti)
- Pałac Rucellai (Palazzo Rucellai)
- Plac della Signoria (Piazza della Signoria)
- Plac Republiki (Piazza della Repubblica)
- Most alla Carraia (Ponte alla Carraia)
- Most Trójcy Świętej (Ponte Santa Trinita)
- Most Złotników (Ponte Vecchio)
- Narodowe Muzeum Archeologiczne (Museo archeologico nazionale)

## Sport
We Florencji działa klub piłkarski ACF Fiorentina, który gra w rozgrywkach Serie A.
Gospodarz finału Ligi Światowej siatkarzy w 2014 roku.

## Komunikacja

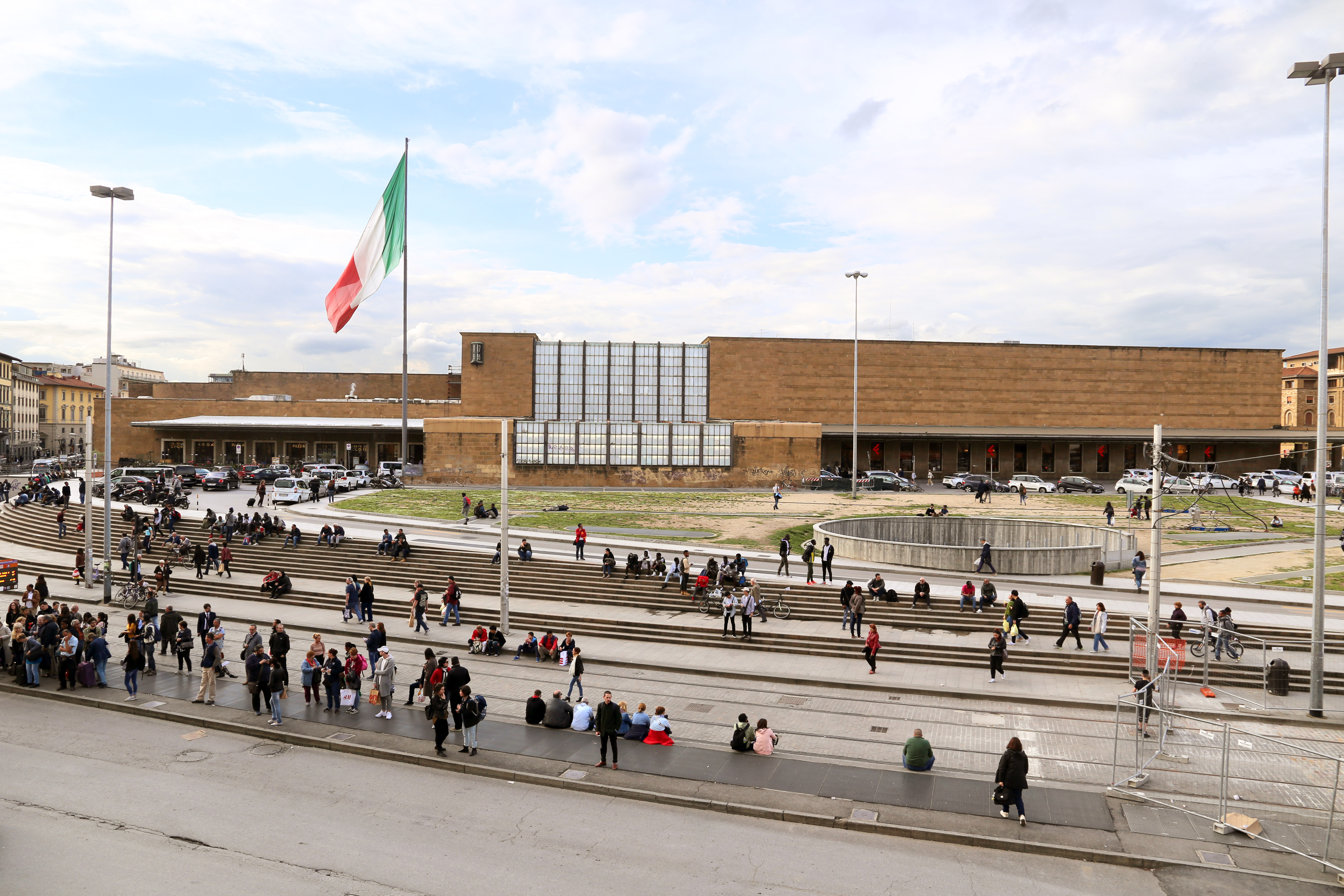
Dworzec kolejowy Firenze Santa Maria Novella

### Stacje kolejowe
- Firenze Belfiore
- Firenze Campo Marte
- Firenze Cascine
- Firenze Castello
- Firenze Pratignone
- Firenze Rifredi
- Firenze Rovezzano
- Firenze San Marco Vecchio
- Firenze Santa Maria Novella – główny dworzec
- Firenze Statuto
- Firenze Le Cure
- Firenze Le Piaggie
- Firenze Salviati
- Firenze Zambra

## Miasta partnerskie
- Drezno, Niemcy
- Isfahan, Iran
- Kassel, Niemcy
- Kioto, Japonia
- Filadelfia, Stany Zjednoczone
- Reims, Francja
- Kraków, Polska
- Ateny, Grecja
- Edynburg, Wielka Brytania
- Grenada, Hiszpania
- Turku, Finlandia
- Al-Ujun, Maroko
- Asmara, Erytrea
- Fez, Maroko
- Kijów, Ukraina
- Kuwejt, Kuwejt
- Nankin, Chińska Republika Ludowa
- Nazaret, Izrael
- Salvador, Brazylia
- Sydney, Australia
- Tirana, Albania
- Valladolid, Hiszpania
- Erywań, Armenia
- Gaziantep, Turcja